# ОШ „Жабаре” Жабаре
Основна школа „Жабаре“ је основна школа у Жабарима, приградском насељу у Граду Крушевцу. Школа се налази на адреси Врбница бб, Жабаре, Крушевац.

## Историјат школе
У почетку школа у Жабару се налазила у приватној кући у Треботину, у периоду од 1931. године до 1938. године. У њој су се школовала деца из Жабара, Треботина и Мале Врбнице. До тада су се деца школовала у Великој Врбици, која је формирана у првој половини деветнаестог века. Првобитни школски објекат се доградио, 1958. године. До 1956. године, школа је радила као четворогодишња школа. До 1961. године у саставу школе била су подручна одељења у Великој Врбници, Лаћиследу, Мрмошу и Доњем Ступњу. Припајање садашњих одељења, Пепељевца, Лукавца, Мешева (и Церове, до недавно) извршено је 1964. године. 
Новој зграда школе је свечано отворена 10. октобра и тај дан се прославља као Дан школе. Подаци преузети из школског листа „Жабац“ бр 3

## О школи
Основна школа „Жабаре“ је васпитно-образовна установа која укључује матичну школу од 1.- 8. разреда у Жабару, а три издвојена одељења од 1.- 4.разреда се налазе у Пепељевцу, Лукавцу и Мешеву.
У току школске 2021/2022. године је комплетно реновирана матична школа у Жабару, у оквиру МЕЕП пројекта за енергетску ефикасност од донације Швајцарске владе и града Крушевца у вредности од 28500000 динара. Први број школског часописа је објављен у јуну 2021. године.